# Passiflora rubra
Passiflora rubra je biljka iz porodice Passifloraceae.

## Sinonimi
- homotipni
  - Decaloba rubra (L.)  M.Roem., Fam. Nat. Syn. Monogr. 2: 153. 1846.
  - Granadilla rubra (L.) Moench, Suppl. Meth. (Moench) 15. 1802.

- heterotipni
  - Decaloba bilobata M.Roem., Fam. Nat. Syn. 2: 154. 1846.
  - Decaloba semilunaris M.Roem., Fam. Nat. Syn. 2: 154. 1846.
  - Decaloba obscura M.Roem., Fam. Nat. Syn. 2: 157. 1846.
  - Passiflora cisnana Harms, Bot. Jahrb. 18: Beibl. 46: 5. 1894.
  - Passiflora bilobata Vell., Fl. Flumin. Icon. 9: t. 78. 1831, nom. illeg. non Juss. (1805).
  - Passiflora lunata Vell., Fl. Flumin. Icon. 9: t. 80. 1831, nom. illeg. non Sm. (1790).
  - Passiflora obscura Lindl., Trans. Roy. Hort. Soc. London 7: 48. 1830.